# Randi Mossige-Norheim
Randi Mossige-Norheim, född 12 januari 1964, är en svensk journalist. Hon har sedan 1987 arbetat för Sveriges Radio som reporter i radioprogram som P1 Morgon, Efter tre, Studio Ett och Konflikt.

## Utmärkelser
Mossige-Norheim har tilldelats flera priser, bland annat:
- 2001 – Stora journalistpriset[1]
- 2005 – Ikarospriset[1]
- 2007 – Jonas Weiss Memorial award.[1]
- 2009 – Röda korsets journalistpris 2009[1]
- 2009 – Torgny Segerstedts frihetspenna 2009[2]
- 2013 – Svenska Carnegieinstitutets journalistpris för dokumentärserien Narkotikalandet, för ”en empatisk och tydlig skildring av den misär som narkotikan skapar i samhället, sedd ur olika medverkandes perspektiv”.[3][4]
- 2014 – Röda korsets journalistpris för dokumentärserien Narkotikalandet.[5]
- 2021 – Röda korsets journalistpris och Stora Journalistpriset 2021 för dokumentärserien Vipeholmsanstalten[6] tillsammans med Magnus Arvidson och Thomas Kanger